# Organización Europea para la Cooperación Económica
La Organización Europea para la Cooperación Económica (OECE) fue un organismo internacional fundado el 16 de abril de 1948 por Portugal, Reino Unido, Francia, Italia, Países Bajos, Bélgica, Luxemburgo, Austria, Dinamarca, Noruega, Grecia, Suecia, Suiza, Turquía, Irlanda e Islandia, con el objetivo de administrar las ayudas del Plan Marshall. Alemania ingresó en 1949. Su objetivo consistió en facilitar el comercio, conceder créditos y fomentar la liberalización del capital. Se amplió cuando ingresó España en 1958 y con el ingreso en 1961 de EE. UU. y Canadá, países no europeos, se convirtió en la Organización para la Cooperación y el Desarrollo Económico (OCDE) fijando su sede en París.
En la actualidad está compuesta de la siguiente manera
| Año  | Países |
| ---- | --- |
| 1961 | Alemania Austria Bélgica Canadá Dinamarca España Estados Unidos de América Francia Grecia Irlanda Islandia Italia Luxemburgo Noruega Países Bajos Portugal Reino Unido Suecia Suiza Turquía |
| 1964 | Japón |
| 1969 | Finlandia |
| 1971 | Australia |
| 1973 | Nueva Zelanda |
| 1994 | México |
| 1995 | República Checa |
| 1996 | Corea Hungría Polonia |
| 2000 | República Eslovaca |
| 2010 | Chile Israel Eslovenia Estonia |
| 2016 | Letonia |
| 2018 | Lituania Colombia |